# Аминашвили, Сандро
Сандро Аминашвили (груз. სანდრო ამინაშვილი, род. 21 февраля 1992) — грузинский борец вольного стиля, призёр чемпионатов мира и Европы.

## Биография
Родился в 1992 году в Тбилиси. В 2009 году завоевал серебряную медаль первенства Европы среди кадетов.
В 2015 году завоевал бронзовые медали чемпионата мира и Европейских игр. В 2016 году принял участие в Олимпийских играх в Рио-де-Жанейро, но там стал лишь 14-м. В 2018 году стал бронзовым призёром чемпионата Европы.